# Најантик (Конектикат)
Најантик (енгл. Niantic) насељено је место без административног статуса у америчкој савезној држави Конектикат.

## Демографија
По попису из 2010. године број становника је 3.114, што је 29 (0,9%) становника више него 2000. године.
| Група             | 2000.         | 2010.         |
| Белци             | 2.940 (95,3%) | 2.903 (93,2%) |
| Афроамериканци    | 15 (0,5%)     | 36 (1,2%)     |
| Азијати           | 38 (1,2%)     | 55 (1,8%)     |
| Хиспаноамериканци | 65 (2,1%)     | 70 (2,2%)     |
| Укупно            | 3.085         | 3.114         |